# EV Ravensburg
El EV Ravensburg (Eissportverein Ravensburg), también conocido como Ravensburg Tower Stars, es un equipo alemán de hockey sobre hielo, perteneciente a la ciudad de Ravensburg, en el estado de Baden-Württemberg. El club fue fundado en el año 1881, y actualmente se encuentra incluido en la DEL2, la segunda división nacional del hockey alemán. Disputa sus encuentros en el Eissporthalle Ravensburg.
- Datos: Q457036
- Multimedia: EV Ravensburg / Q457036